# تپه عزیز خان ۲
تپه عزیز خان ۲ مربوط به هزاره سوم قبل از میلاد است و در شهرستان ارومیه، بخش سیلوانه، دهستان ترگور، روستای تولکی واقع شده و این اثر در تاریخ ۲۵ آبان ۱۳۸۷ با شمارهٔ ثبت ۲۳۵۸۰ به‌عنوان یکی از آثار ملی ایران به ثبت رسیده است.